# Jürgen Schwarz (Politiker)
Jürgen Schwarz (* 1. September 1937 in Forst (Lausitz)) ist ein deutscher Politiker (DSU). Er war Abgeordneter der Volkskammer der DDR und Mitglied des Dresdner Stadtrates.

## Leben
Nach dem Abitur studierte Schwarz Geschichte und Geografie an der TU Dresden. Er arbeitete als Diplomlehrer für Geografie und Geschichte an der POS „Lilo Herrmann“ in Boxdorf. Der parteilose Schwarz unterrichtete auch das Fach Staatsbürgerkunde und bekam den Ehrentitel Oberlehrer verliehen. 1990 wurde er Vorsitzender des Sächsischen Geschichtslehrerverbandes.

## Politik
Im Januar 1990 trat Schwarz in die Deutsche Soziale Union (DSU) ein und war nach der Volkskammerwahl 1990 Abgeordneter des erstmals frei gewählten DDR-Parlaments. Er war Sprecher der DSU-Fraktion und Vorsitzender des Medienausschusses. Am 17. Juni 1990 forderte Schwarz in einer Sondersitzung für seine Fraktion den sofortigen Beitritt der DDR zur Bundesrepublik Deutschland, der aber abgelehnt wurde.
Im Juni 1990 wurde er zum ersten stellvertretenden Bundesvorsitzenden der DSU gewählt, nachdem er mit seiner Kandidatur um den sächsischen Landesvorsitz kurz zuvor gegen seinen Volkskammerkollegen Norbert Koch knapp gescheitert war. Bei der Landtagswahl in Sachsen 1990 trat Schwarz erfolglos als DSU-Spitzenkandidat an.
Von 1994 bis 2004 war Jürgen Schwarz Stadtrat in Dresden, zuletzt in einer gemeinsamen Fraktion mit der FDP.
Bis 2009 war Schwarz Mitglied des Ortsbeirats Klotzsche. Bei der Wahl des Dresdner Oberbürgermeisters 2015 trat Schwarz als Vorsitzender des Vereins „Unabhängige Bürger für Dresden e.V.“ in Erscheinung, der die erfolgreiche Kandidatur von Dirk Hilbert unterstützte.

## Sonstige Aktivitäten
Im Jahr 2008 wurde Schwarz Präsident des Vereins Unternehmerforum Kultur e.V.